# Göçbeyli, Pendik
Göçbeyli là một xã thuộc huyện Pendik, tỉnh Istanbul, Thổ Nhĩ Kỳ. Dân số thời điểm năm 2010 là 1.047 người.